# Ериковский
Ериковский — хутор в Дубовском районе Ростовской области, в составе Дубовского сельского поселения.

## История
Решение об основании нового хутора было принято ещё в 1896 году. Приговором Баклановского станичного сбора о выделении места для заселения нового хутора на балке рядом с хутором Барабанщиковым. Однако по различным причинам основание хутора было отложено. В итоге в начале 20-го века семь семей казаков самовольно отселились на лучшие земли при реке Ерик. В конце концов, им разрешили остаться на занятых участках земли. Основанный ими хутор впоследствии получил название Щеглов. Собственно основание хутора Ериковский состоялось осенью 1905 года в результате распределения земельных участков среди казаков станицы Баклановской.

## География
Хутор расположен на левом берегу реки Ерик, напротив села Дубовского.

## Достопримечательности
Около хутора Ериковский находится Памятник-мемориал жертвам фашизма. Памятник установлен на месте молочно-товарной фермы колхоза имени Карла Маркса. Здесь во время Великой Отечественной войны,  в период оккупации (с августа 1942 года по 1 января 1943 года) хутора располагался лагерь советских военнопленных. Первых военнопленных немцы пригнали на молочно-товарную ферму хутора уже через сутки после оккупации. Советские войска перед оставлением хутора не успели вывезти склад продовольствия, его сожгли. Немцы скармливали горелое зерно узникам. В построенных для пленных бараках люди спали на нарах в два яруса, которые не хватало места —  держали по пять месяцев держали  под открытым небом за колючей проволокой. На территории концлагеря располагался барак для пыток, куда загоняли до 300 военнопленных.  Во время Сталинградской битвы работоспособных пленников  угнали из лагеря. Больных и раненых военнопленных расстреливали и бросали во рвы.
Здесь же находится и массовое захоронение. Умерших военнопленных немцы носили в общую могилу, размерами 6 на 4 метра, хоронили без гробов.  Историки и археологи насчитали 18 могил, в каждой из которых покоится около 1000 человек. В настоящее время на этом месте находится мемориал с надписью: «1942. Памяти жертв концлагеря. Советским воинам». За время существования лагеря в нем побывало около 18 тысяч человек, среди них от пыток, истощения, непосильного труда и расстрелов ежедневно умирало от 100 до 200 человек. Всего в лагере умерло и расстреляно около 5 тысяч военнопленных, включая 46 жителей Дубовского района Ростовской области.
Мемориал бы открыт 9 мая 1987 года.  Памятник представляет собой белую скульптурную композицию, с изображением трех замученных советских солдат и металлически вышками для охранников лагеря у забора. Мемориал выполнен по проекту Ленинградских скульпторов  Марлена Шалвовича Цхададзе и Юрия Александровичя Степанюка. Исполнителями  проекта были Константин Александрович Лелин и Владимир Михайлович Никитин. Мемориал был открыт 9 мая 1987 года. Рядом с мемориалом заложен парк Памяти.

## Население
Динамика численности населения
| 1926 | 2002 |
| ---- | ---- |
| 436  | 611  |

| 1989 | 2002 | 2010 |
| ---- | ---- | ---- |
| 583  | ↗611 | ↘550 |

## Улицы
| - ул. Зелёная, - ул. Кирова, - ул. Октябрьская, - ул. Речная, - ул. Школьный, - ул. Энгельса, | - пер. Матросова, - пер. Островского, - пер. Пионерский, - пер. Речной, - пер. Чайковского. |